# Warner 30 Anos (Chrystian & Ralf)
Warner 30 Anos – Chrystian & Ralf é uma coletânea da dupla sertaneja brasileira Chrystian & Ralf, lançada em 2006. Recebeu disco de ouro da ABPD pelas mais de 100.000 cópias vendidas. É também integrante da coleção Warner 30 Anos, comemorativa do trigésimo ano da gravadora Warner Music no Brasil.

## Faixas[2]
| N.º | Título                                                | Compositor(es)                                                                | Duração |  |
| 1.  | "Yolanda"                                             | Pablo Milanés (versão: Chico Buarque)                                         | 5:03    |  |
| 2.  | "Sem Documento (Sin Documentos)"                      | Andrés Calamaro (versãoː Chrystian)                                           | 4:27    |  |
| 3.  | "Trato é Trato"                                       | Ed Wilson / Solange di César                                                  | 3ː52    |  |
| 4.  | "Saudade"                                             | Chrystian                                                                     | 2:35    |  |
| 5.  | "Ausência"                                            | Chrystian / Ralf                                                              | 3:48    |  |
| 6.  | "Nova York"                                           | Chrystian / Ralf                                                              | 3:43    |  |
| 7.  | "Camas Separadas"                                     | Reinaldo Barriga / Cecílio Nena                                               | 3:48    |  |
| 8.  | "Gamei Por Você"                                      | Sulino                                                                        | 2:32    |  |
| 9.  | "Boiada"                                              | Zé Paioça                                                                     | 3:23    |  |
| 10. | "Distância"                                           | Sérgio Pinheiro / Mauri                                                       | 4:04    |  |
| 11. | "Só Mais Um Caso de Amor"                             | Luiz Schiavon / Marcelo Barbosa / Nil Bernardes                               | 3:41    |  |
| 12. | "Poeira no Vento (Dust in the Wind)"                  | Kerry Livgern (versãoːMauro Gasperini / Maurício Gasperini / Sérgio Pinheiro) | 3:20    |  |
| 13. | "Minha Gioconda (Mia Gioconda)" (part. Agnaldo Rayol) | Vicente Celestino                                                             | 3:51    |  |
| 14. | "O Show Vai Começar"                                  | Reinaldo Barriga / Cecílio Nena                                               | 3:16    |  |

## Certificações
| Brasil (ABPD)                             | Ouro | 2006 | 100.000* |
| *número de vendas baseado na certificação |      |      |          |